# FS E.570
Die Baureihe E.570 war eine Elektrolokomotiv-Baureihe der staatlichen italienischen Eisenbahn Ferrovie dello Stato. Sie wurde auf der italienischen Drehstromversuchsstrecke Rom–Sulmona besonders im Güterzugdienst eingesetzt. Nach dem Ende des Versuchsbetriebes 1945 wurden die Lokomotiven verschrottet, und keine Lokomotive der Serie ist erhalten geblieben.

## Vorgeschichte
Die Betriebserfahrungen mit dem oberitalienischem Drehstromnetz 3,6 kV/16,7 Hz erbrachten im Betrieb bei den FS die Erkenntnis, dass die gewählte Frequenz zum einen nachteilig für den Betrieb war, zum anderen war bei steigendem Energiebedarf die gewählte Spannung als zu niedrig angesetzt worden. Außerdem erwies sich der direkte Antrieb der Fahrmotoren auf die Achsen als negativ für die Überlastung der Fahrmotoren.
Daher entschloss man sich zum probeweisen Bau einer Versuchsstrecke, die mit dem Stromsystem 10 kV/45 Hz Drehstrom elektrifiziert wurde. Dabei hatte man den Vorteil, dass Kraftwerke mit der Industriefrequenz mit verwendet werden konnten. Es sollte eine Teststrecke mit großen Steigungen und geringen Kurvenradien sein. Daher entschloss man sich zur Elektrifizierung der Strecke Rom – Sulmona mit 10 kV und Industriefrequenz.
Das verlangte andere Lokomotiven wie bei den Drehstromlokomotiven bisher üblich gewesen. Wie bei den Elektrolokomotiven mit Einphasen-Wechselstrom besaßen die Lokomotiven für den Testbetrieb einen Trafo. Außerdem arbeiteten die Fahrmotoren über ein Zahnradgetriebe auf zwei Blindwellen, die mit dem gewohnten Stangenantrieb die Antriebsräder antrieben. Für den Versuchsbetrieb waren vier Lokomotiven für eine Schnellzuglokomotive (FS E.470), 17 Personenzuglokomotiven (FS E.472) und vier von der hier beschriebene Güterzuglokomotive FS E.570 vorgesehen. Außerdem entstand noch eine Lokomotive mit einem Umformer (FS E.471), die später zu der Lokomotive FAV E 440 der Ferrovia Alta Valtellina umgebaut wurde.

## Geschichte der Lokomotiven
Die Lokomotive der Reihe E.570 entstand als Kopie von der FS E.554 bei TIBB in Vado Ligure. Äußerlich kann man beide Lokomotiven nur nach mehrmaligem Hinsehen unterscheiden. Die E.570 wurde ebenso wie die FS E.554 mit Stangenstromabnehmer gebaut, den sie auch behielten. Äußerlich war sie von der FS E.554 besonders durch das Vorhandensein des Ölkühlers für den Trafo sowie die Blindwellen an dem Antriebsdreieck zu unterscheiden. Auch waren die Vorbauten etwas niedriger gehalten worden.
Die Stationierungsangaben sind nicht so genau geführt worden wie bei den Schwestermaschinen, es kann aber davon ausgegangen werden, dass die Lokomotiven nach dem Bau zuerst auf einem Teilabschnitt der Bahnstrecke Modane–Turin getestet worden, der damals schon mit Industriefrequenz gespeist werden konnte. Nach 1928 konnte sie jedenfalls erst auf der ihr zugedachten Versuchsstrecke Rom – Sulmona eingesetzt werden. Es ist aus dem Internet nur zu entnehmen, dass die E.570.004 bereits 1938 ausgemustert wurde.
Insgesamt brachte der Inselbetrieb mit 10 kV/45 Hz Drehstrom keine besonders positiven Ergebnisse; zwar verringerte sich die Zahl der Unterwerke deutlich, dafür traten aber viel mehr Schwierigkeiten bei dem Betrieb der doppelten Fahrleitung auf, so dass die Unterhaltskosten deutlich stiegen. Das war der Grund, warum die Strecke nach den schweren Kriegszerstörungen nach 1945 wieder mit 3 kV Gleichstrom aufgebaut wurde.
Wann die Lokomotiven verschrottet wurden, geht aus der Literatur nicht hervor. Bestimmt sind sie aber wie ihre Schwestermaschinen aus den Bestand gestrichen worden.
Zu den negativen Ergebnissen des Testbetriebes zählten noch die altertümliche Ausrüstung der Lokomotiven mit Stangenantrieb. Die Elektrolokomotiven mit Gleichstromantrieb besaßen eine günstigere Steuerung, weniger betriebliche Schwierigkeiten durch die einphasige Oberleitung und von Anfang an Einzelachsantrieb. Das war der Grund, weshalb der Versuchsbetrieb auf der Linie Rom–Sulmona letztendlich nicht erfolgreich blieb.

## Konstruktion

### Mechanischer Teil
Die Lokomotive der Reihe E.570 war mit dem Laufwerk E ausgestattet. Insgesamt kann man sagen, dass das Laufwerk und die mechanische Ausrüstung von der FS E.554 abgeleitet war. Als augenfälligsten Unterschied sieht man, dass die Ausführung des Antriebes der mittleren Treibachse durch ein Dreieck von den beiden Blindwellen geschah. Das hat den Hintergrund, dass sich der Stangenantrieb nach dem System Bianchi, für den die FS E.554 eigentlich stand, erst 1927/28 erschien. Die Lokomotiven sollen später auch mit diesem Antrieb ausgerüstet worden sein. Die Antriebsmotoren wurden bei der E.570 höher gelegt und arbeiteten über ein Zahnradgetriebe auf eine Blindwelle. Das brachte eine elastischere Verbindung und weniger Anlaufschwierigkeiten der Motoren. Ab der Blindwelle wurde die Kraft genauso wie bei der FS E.554 auf die Achsen übertragen.
Die vier Lokomotiven waren mit Stangenstromabnehmer ausgerüstet worden, die sie auch behielten, im Gegensatz zu ihren Schwestermaschinen, die Scherenstromabnehmer besaßen.

### Elektrischer Teil
Wie die Baureihe FS E.554 bekam auch die E.570 eine elektrische Ausrüstung mit zwei Geschwindigkeitsstufen von 25 km/h und 50 km/h. Innerhalb der beiden Geschwindigkeitsstufen wurde der von der Fahrleitung entnommene und durch den Trafo heruntergesetzte Strom mit dem optimalen Leistungsfaktor den Fahrmotoren zum Antrieb übergeben. Die Geschwindigkeitsstufen wurden durch Reihenschaltung bzw. Parallelschaltung zwischen den beiden Motoren erreicht. Zwischen den vier Fahrstufen diente der Flüssigkeitsanlasser, der als sogenannter Beschleuniger zwischen den Dauerfahrstufen diente. Dieses Aggregat arbeitete als Flüssigkeitswiderstand, der eine gleichmäßige Beschleunigung beim Anfahren und beim Wechseln auf eine höhere Geschwindigkeitsstufe ermöglichte. Die Wirkungsweise war analog der der Drehstromlokomotiven für 3,6 kV/16,7 Hz.
Der Haupttransformator war ölgekühlt. Er lieferte 940 V und besaß eine zusätzliche Wicklung für 110 V für das Bordnetz der Lokomotive.